# Universiteit Osnabrück
De Universiteit Osnabrück (Universität Osnabrück) is een openbare universiteit in Osnabrück, Nedersaksen (Dld.).
De Universiteit Osnabrück is in de huidige vorm in 1974 opgericht, uit een PABO en de Adolf-Reichwein-Hochschule, die sinds 1953 gevestigd was in het kasteel van Osnabrück.
In 1632 werd er voor het eerst een universiteit gesticht met de naam "Academia Carolina Osnabrugensis", maar deze sloot een jaar later haar deuren toen de Zweden tijdens de Dertigjarige Oorlog de stad bezetten.
Tegenwoordig kent de universiteit een hoog aantal eigen interdisciplinaire studies, zoals European Studies, toegepaste Systeemwetenschap en Cognitive Science. Aan de universiteit stonden eind 2011 11.034 studenten ingeschreven.

## Leergangen
1. Leergang Sociale wetenschappen
2. Leergang Cultuur- en Aardwetenschappen
3. Leergang Pedagogiek- Cultuurwetenschappen
4. Leergang Natuurkunde
5. Leergang Biologie/Scheikunde
6. Leergang Wiskunde/Informatica
7. Leergang Taalkunde en Literatuurwetenschap
8. Leergang Menswetenschappen (psychologie, sociologie, enz.)
9. Leergang Economische Wetenschappen
10. Leergang Recht

- Bibliothèque nationale de France: cb12256545m (data)
- Gemeinsame Normdatei: 2041141-8
- International Standard Name Identifier: 0000 0001 0672 4366
- Library of Congress Control Number: n79101085
- Nationale Bibliotheek van Tsjechië: kn20140103001
- Nationale Bibliotheek van Israël: 987007269374405171
- Système universitaire de documentation: 031329489
- Virtual International Authority File: 151065634

Aken · Augsburg · Bamberg: Otto-Friedrich · Bayreuth · Berlijn (Vrije Universiteit · Humboldt · Technische Universiteit · Kunsten) · Bielefeld · Bochum · Bonn · Braunschweig · Bremen (Universiteit Bremen · Jacobs University) · Chemnitz · Clausthal · Cottbus-Brandenburg · Darmstadt · Dortmund · Dresden · Duisburg-Essen · Düsseldorf: Heinrich Heine · Eichstätt-Ingolstadt · Erfurt · Erlangen-Neurenberg: Friedrich-Alexander · Frankfurt am Main · Frankfurt an der Oder: Europa · Freiberg · Freiburg · Gießen · Göttingen: Georg August · Greifswald: Ernst Moritz Arndt · Hagen · Halle-Wittenberg: Martin Luther · Heidelberg: Ruprecht Karls · Hamburg (Hamburg · HafenCity · Hamburg-Harburg · Helmut Schmidt) · Hannover (Hannover · Medische Hogeschool) · Hildesheim · Hohenheim · Ilmenau · Jena: Friedrich Schiller · Kaiserslautern · Karlsruhe · Kassel · Keulen · Duitse Sporthogeschool Keulen · Kiel: Christian Albrechts · Koblenz-Landau · Konstanz · Leipzig · Lübeck · Lüneburg: Leuphana · Magdeburg: Otto von Guericke · Mainz: Johannes Gutenberg · Mannheim · Marburg: Philipps · München (Ludwig Maximilians · Technische Universiteit · Oekraïense Vrije Universiteit · Universiteit van het Bondsleger) · Münster · Oldenburg: Carl von Ossietzky · Osnabrück · Paderborn · Passau · Potsdam · Regensburg · Reutlingen · Rostock · Saarbrücken · Siegen · Stuttgart · Trier · Tübingen: Eberhard-Karls · Ulm · Vechta · Weimar: Bauhaus · Witten: Herdecke · Wuppertal · Würzburg: Julius Maximilians